# 12.ª etapa do Giro d'Italia de 2019
A 12.ª etapa do Giro d'Italia de 2019 teve lugar a 23 de maio de 2019 entre Cuneo e Pinerolo sobre um percurso de 158 km e foi vencida pelo ciclista italiano Cesare Benedetti da equipa Bora-Hansgrohe, quem disputou a etapa com outros 4 colegas de uma numerosa fuga de 25 corredores. A Maglia Rosa passou para o ciclista esloveno Jan Polanc da equipa UAE Emirates, quem chegou sexto na etapa.

## Classificação da etapa
| \| Classificação por etapas \| Classificação por etapas \| Classificação por etapas \| Classificação por etapas \| Classificação por etapas \| \| Ciclista \| Ciclista \| Equipe \| Tempo \| \| \| ------------------------ \| ------------------------ \| --------------------------- \| ------------------------ \| ------------------------ \| \| 1. \| Cesare Benedetti \| Bora-Hansgrohe \| 3h41m49s \| \| \| 2. \| Damiano Caruso \| Bahrain-Merida \| + 0s \| \| \| 3. \| Edward Dunbar \| Team Ineos \| + 0s \| \| \| 4. \| Gianluca Brambilla \| Trek-Segafredo \| + 2s \| \| \| 5. \| Eros Capecchi \| Deceuninck-Quick Step \| + 6s \| \| \| 6. \| Jan Polanc \| UAE Team Emirates \| + 25s \| \| \| 7. \| Matteo Montaguti \| Androni Giocattoli-Sidermec \| + 34s \| \| \| 8. \| Thomas De Gendt \| Lotto-Soudal \| + 2m36s \| \| \| 9. \| Francesco Gavazzi \| Androni Giocattoli-Sidermec \| + 2m36s \| \| \| 10. \| Manuel Senni \| Bardiani CSF \| + 2m38s \| \| |                    |                             |          |
| |                    |                             |          |
| Fonte: ProCyclingStats |                    |                             |          |
| Classificação por etapas |                    |                             |          |
| Ciclista | Ciclista           | Equipe                      | Tempo    |
| 1. | Cesare Benedetti   | Bora-Hansgrohe              | 3h41m49s |
| 2. | Damiano Caruso     | Bahrain-Merida              | + 0s     |
| 3. | Edward Dunbar      | Team Ineos                  | + 0s     |
| 4. | Gianluca Brambilla | Trek-Segafredo              | + 2s     |
| 5. | Eros Capecchi      | Deceuninck-Quick Step       | + 6s     |
| 6. | Jan Polanc         | UAE Team Emirates           | + 25s    |
| 7. | Matteo Montaguti   | Androni Giocattoli-Sidermec | + 34s    |
| 8. | Thomas De Gendt    | Lotto-Soudal                | + 2m36s  |
| 9. | Francesco Gavazzi  | Androni Giocattoli-Sidermec | + 2m36s  |
| 10. | Manuel Senni       | Bardiani CSF                | + 2m38s  |

## Classificações ao final da etapa

### Classificação geral(Maglia Rosa)
| \| Classificação geral \| Classificação geral \| Classificação geral \| Classificação geral \| Classificação geral \| \| Ciclista \| Ciclista \| Equipe \| Tempo \| \| \| ------------------- \| ------------------- \| --------------------- \| ------------------- \| ------------------- \| \| 1. \| Jan Polanc \| UAE Team Emirates \| 48h49m40s \| \| \| 2. \| Primož Roglič \| Team Jumbo-Visma \| + 4m07s \| \| \| 3. \| Valerio Conti \| UAE Team Emirates \| + 4m51s \| \| \| 4. \| Eros Capecchi \| Deceuninck-Quick Step \| + 5m02s \| \| \| 5. \| Vincenzo Nibali \| Bahrain-Merida \| + 5m51s \| \| \| 6. \| Bauke Mollema \| Trek-Segafredo \| + 6m02s \| \| \| 7. \| Rafał Majka \| Bora-Hansgrohe \| + 7m00s \| \| \| 8. \| Richard Carapaz \| Movistar Team \| + 7m23s \| \| \| 9. \| Andrey Amador \| Movistar Team \| + 7m30s \| \| \| 10. \| Hugh Carthy \| EF Education First \| + 7m33s \| \| |                 |                       |           |
| |                 |                       |           |
| Fonte: ProCyclingStats |                 |                       |           |
| Classificação geral |                 |                       |           |
| Ciclista | Ciclista        | Equipe                | Tempo     |
| 1. | Jan Polanc      | UAE Team Emirates     | 48h49m40s |
| 2. | Primož Roglič   | Team Jumbo-Visma      | + 4m07s   |
| 3. | Valerio Conti   | UAE Team Emirates     | + 4m51s   |
| 4. | Eros Capecchi   | Deceuninck-Quick Step | + 5m02s   |
| 5. | Vincenzo Nibali | Bahrain-Merida        | + 5m51s   |
| 6. | Bauke Mollema   | Trek-Segafredo        | + 6m02s   |
| 7. | Rafał Majka     | Bora-Hansgrohe        | + 7m00s   |
| 8. | Richard Carapaz | Movistar Team         | + 7m23s   |
| 9. | Andrey Amador   | Movistar Team         | + 7m30s   |
| 10. | Hugh Carthy     | EF Education First    | + 7m33s   |

### Classificação por pontos(Maglia Ciclamino)
| Classificação por pontos | Classificação por pontos | Classificação por pontos    | Classificação por pontos | Classificação por pontos |
| Ciclista                 | Ciclista                 | Equipe                      | Pontos                   |                          |
| ------------------------ | ------------------------ | --------------------------- | ------------------------ | ------------------------ |
| 1.                       | Arnaud Démare            | Groupama-FDJ                | 194 pts                  |                          |
| 2.                       | Pascal Ackermann         | Bora-Hansgrohe              | 183 pts                  |                          |
| 3.                       | Richard Carapaz          | Movistar Team               | 50 pts                   |                          |
| 4.                       | Davide Cimolai           | Israel Cycling Academy      | 50 pts                   |                          |
| 5.                       | Damiano Cima             | Nippo-Vini Fantini-Faizanè  | 44 pts                   |                          |
| 6.                       | Primož Roglič            | Team Jumbo-Visma            | 42 pts                   |                          |
| 7.                       | Rüdiger Selig            | Bora-Hansgrohe              | 38 pts                   |                          |
| 8.                       | Giacomo Nizzolo          | Dimension Data              | 38 pts                   |                          |
| 9.                       | Marco Frapporti          | Androni Giocattoli-Sidermec | 34 pts                   |                          |
| 10.                      | Manuel Belletti          | Androni Giocattoli-Sidermec | 33 pts                   |                          |

### Classificação da montanha(Maglia Azzurra)
| Classificação da montanha | Classificação da montanha | Classificação da montanha   | Classificação da montanha | Classificação da montanha |
| Ciclista                  | Ciclista                  | Equipe                      | Pontos                    |                           |
| ------------------------- | ------------------------- | --------------------------- | ------------------------- | ------------------------- |
| 1.                        | Gianluca Brambilla        | Trek-Segafredo              | 40 pts                    |                           |
| 2.                        | Giulio Ciccone            | Trek-Segafredo              | 32 pts                    |                           |
| 3.                        | Primož Roglič             | Team Jumbo-Visma            | 22 pts                    |                           |
| 4.                        | Damiano Caruso            | Bahrain-Merida              | 19 pts                    |                           |
| 5.                        | Fausto Masnada            | Androni Giocattoli-Sidermec | 18 pts                    |                           |
| 6.                        | Antonio Pedrero           | Movistar Team               | 18 pts                    |                           |
| 7.                        | Marco Frapporti           | Androni Giocattoli-Sidermec | 15 pts                    |                           |
| 8.                        | Eros Capecchi             | Deceuninck-Quick Step       | 12 pts                    |                           |
| 9.                        | Edward Dunbar             | Team Ineos                  | 9 pts                     |                           |
| 10.                       | Valerio Conti             | UAE Team Emirates           | 8 pts                     |                           |

### Classificação dos jovens(Maglia Bianca)
| Classificação dos jovens | Classificação dos jovens | Classificação dos jovens | Classificação dos jovens | Classificação dos jovens |
| Ciclista                 | Ciclista                 | Equipe                   | Tempo                    |                          |
| ------------------------ | ------------------------ | ------------------------ | ------------------------ | ------------------------ |
| 1.                       | Hugh Carthy              | EF Education First       | 48h57m13s                |                          |
| 2.                       | Miguel Ángel López       | Astana                   | + 35s                    |                          |
| 3.                       | Pavel Sivakov            | Team Ineos               | + 45s                    |                          |
| 4.                       | Giovanni Carboni         | Bardiani CSF             | + 48s                    |                          |
| 5.                       | Sam Oomen                | Team Sunweb              | + 2m20s                  |                          |
| 6.                       | Edward Dunbar            | Team Ineos               | + 2m38s                  |                          |
| 7.                       | Valentin Madouas         | Groupama-FDJ             | + 3m53s                  |                          |
| 8.                       | Tao Geoghegan Hart       | Team Ineos               | + 4m16s                  |                          |
| 9.                       | Ben O'Connor             | Dimension Data           | + 7m38s                  |                          |
| 10.                      | Nans Peters              | AG2R La Mondiale         | + 7m46s                  |                          |

### Classificação por equipas"Super Team"
| Classificação por equipes | Classificação por equipes   | Classificação por equipes | Classificação por equipes |
| Equipe                    | Equipe                      | Tempo                     |                           |
| ------------------------- | --------------------------- | ------------------------- | ------------------------- |
| 1.                        | Androni Giocattoli-Sidermec | 146h38m47s                |                           |
| 2.                        | Movistar Team               | + 2m30s                   |                           |
| 3.                        | Deceuninck-Quick Step       | + 9m30s                   |                           |
| 4.                        | UAE Team Emirates           | + 11m24s                  |                           |
| 5.                        | Bora-hansgrohe              | + 11m24s                  |                           |
| 6.                        | Astana                      | + 12m37s                  |                           |
| 7.                        | Bahrain-Merida              | + 12m37s                  |                           |
| 8.                        | Ineos                       | + 13m05s                  |                           |
| 9.                        | Trek-Segafredo              | + 13m24s                  |                           |
| 10.                       | Mitchelton-Scott            | + 16m09s                  |                           |

## Abandonos
- Caleb Ewan, não tomou a saída.[2]
- Elia Viviani, não tomou a saída.[2]
- Jakub Mareczko, por fora de controle.[3]